# TESS

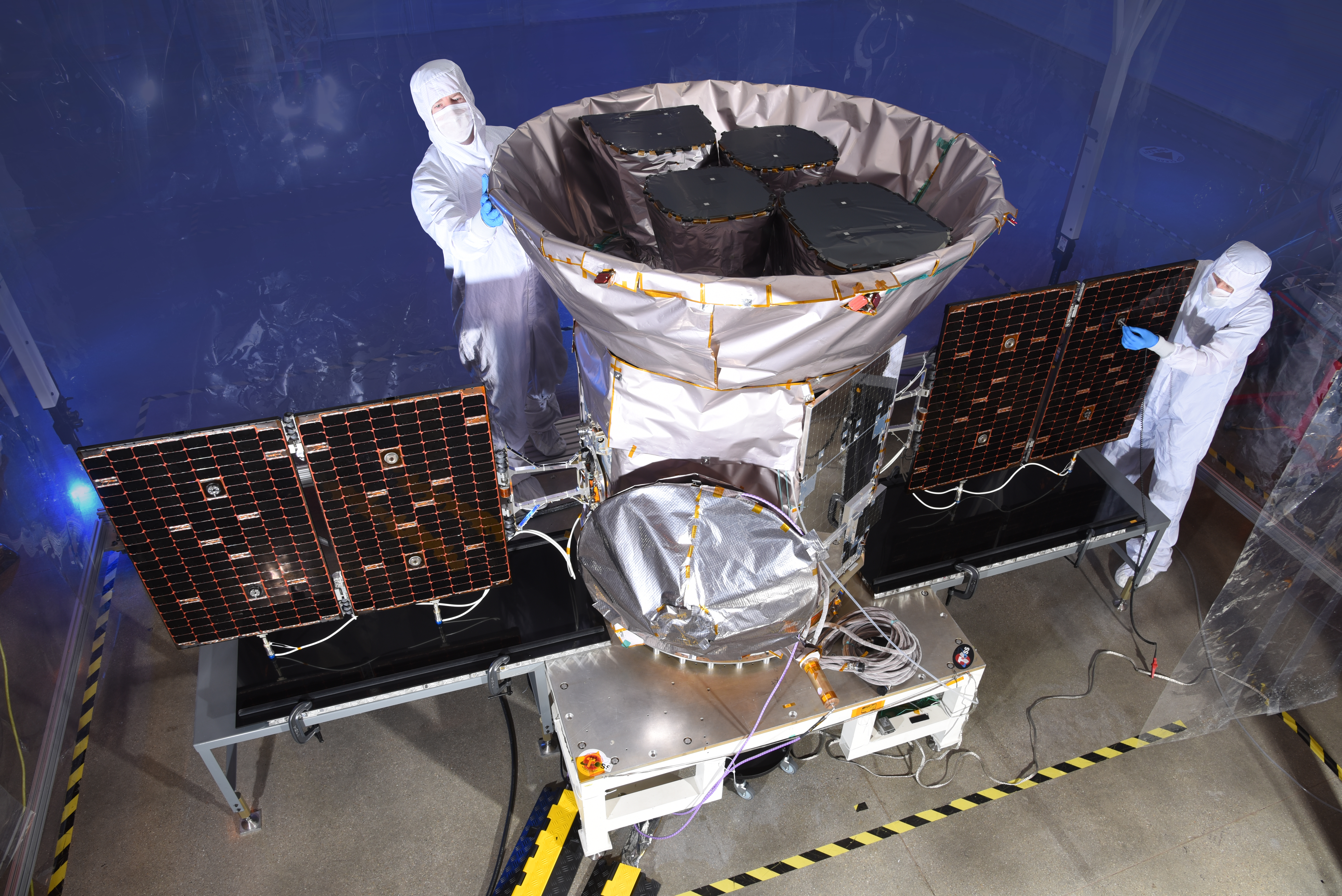
Připravovaný satelit TESS s členy výzkumu

TESS, je satelit pro výzkum tranzitujících exoplanet, jedná se o dalekohled NASA v programu  Explorer. Název je zkrácený akronym z anglického názvu Transiting Exoplanet Survey Satellite (TESS).
Primární cíl mise TESS je v průběhu dvou let prozkoumat nejjasnější hvězdy v blízkosti Země na možnou přítomnost tranzitující exoplanety, předpokládaný počet cílů je 200 000 hvězd. Projekt TESS bude používat pole z širokoúhlých kamer k provedení celooblohové prohlídky. S TESS bude možné studovat hmotnost, velikost, hustotu a oběžné dráhy velkého množství malých planet, včetně vzorku terestrických planet v obyvatelné zóně své mateřské hvězdy. TESS bude poskytovat hlavní cíle pro další charakterizaci pomocí teleskopu Jamese Webba, stejně jako jiné velké pozemní a kosmické teleskopy budoucnosti. Sonda by měla vážit kolem 320 kg.
Předchozí průzkumy s pozemními dalekohledy objevily především obří exoplanety. TESS bude naopak zkoumat velké množství malých planet kolem nejjasnějších hvězd na obloze. TESS bude zaznamenávat nejbližší a nejjasnější hvězdy hlavní posloupnosti hostující tranzitující exoplanety, které jsou nejvhodnějšími cíli pro podrobné prozkoumání. 

## Historie
Původ této mise sahá až do roku 2006, kdy byl soukromým financováním Google a nadace Kavli vyvinut design. V roce 2008 MIT navrhla, že se TESS stane misí NASA na plný úvazek a předložila jej pro program Small Explorer na Goddard Space Flight Center, , ale nebyl vybrán. Poté byl znovu předložen v roce 2010 jako mise programu Explorers, kde byl v dubnu roku 2013 schválen jako střední mise. V roce 2015 TESS úspěšně prošel prohlídkou critical design review (CDR). Plánovaný start nosné rakety byl naplánován na duben 2018.
Sonda byla úspěšně vynesena na oběžnou dráhu Země raketou Falcon 9 od SpaceX 18. dubna 2018. Vypuštění sondy bylo odloženo z původního termínu 16. 4. 2018.

## Souhrn mise
Vesmírný teleskop je navržen k provedení úkonu, kterým je první vesmírný průzkum tranzitujících exoplanet po celé noční obloze. Je vybaven čtyřmi širokoúhlými teleskopy včetně CCD detektory. Nasbíraná data by měla být zasílána každé dva týdny. Zasílány by měly být plně sestavené snímky s efektivní účinnou dobou expozice dvě hodiny. Výzkumníkům by to mělo umožnit pozorovat i optické protějšky gama záblesků . V rámci mise TESS, by měl být také udržován program na pozorovací čas pro další vědce z jiných organizací, kteří budou jen hosty v programu na použití satelitu k získání dat na výzkum. Předpokládá se, že v tomto rámci bude prostor pro pozorování nejméně 20 000 dalších vzdálených nebeských těles.